# Репликација ДНК
Репликација (реплика=копија) представља процес дуплирања молекула ДНК при коме од једног настају два потпуно идентична молекула ДНК.

## Особине и значај репликације
Репликација ДНК одвија се пре сваке ћелијске деобе и омогућава каснију поделу сваког хромозома на две хроматиде. Започиње тако што ензим хеликаза деспирализује ланац ДНК и уништава водоничне везе између хетероцикличних азотних база. За ослобођене базе у сваком од ланаца вежу се комплементарне базе које међусобно повеже ДНК полимераза. Тако на сваком ланцу настане један нови ланац и цела се ДНК удвостручи.
Пре него што се ћелија подели, неопходно је да се хромозоми тј. ДНК удвостручи (дуплира, копира) како би кћерке ћелије садржале исту количину ДНК, односно све копије гена као и родитељска ћелија. У С-фази интерфазе се врши дуплирање молекула ДНК, тако да ћелија у Г2 фази има дупло већу количину ДНК него у Г1 фази .

### Семиконзервативност
Способност ДНК да дуплира саму себе од основне је важности за њену улогу наследног материјала. За репликацију је од највеће важности принцип комплементарности везивања наспрамних база у полинуклеотидним ланцима ДНК. Удвајању молекула ДНК претходи расплитање двоструке спирале и одвајање родитељских ланаца. Родитељски ланци служе као калуп (матрица) за синтезу новог комплементарног ланца ДНК. Сваки новонастали молекул ДНК садржи по један стари и један нови ланац ДНК, па се због тога каже да је репликација семиконзервативан процес (лат. semi= полу; konservativan =очуван).
Доказ да је репликација семиконзервативан процес добијен је из експеримената са бактеријом ешерихијом (Escherichia coli). Бактерије су гајене на медијуму који је садржао тешки азот (N15) и утврђено је да се он уградио у њихове ћелије и ДНК. Затим су ове бактерије пребачене на медијум који је садржао лаки азот N14 и у њему је обављена само једна деоба бактерија. На основу анализе састава ДНК утврђено је да она садржи N15 и N14 у једнаким количинама.

### Бидирекционост
Репликација се и код прокариота и код еукариота врши бидирекционо, што значи да се од места где почиње врши истовремено у оба смера и то искључиво у 5'- 3' смеру. Притом, репликација коплементарног ланца се са једне стране репликационе виљушке врши континуирано док се са друге стране синтетишу тзв. Оказаки фрагменти који се под дејством лигаза спајају у ланац. Код прокариота Оказаки фрагменти су дужине 1000-2000 нуклеотида, док су код еукариота нешто преко 10 пута мањи. 
Код прокариота, чија је ДНК прстенаста (кружна) репликација почиње на само једном месту и одвија се бидирекционо. Када се ланци ДНК размотају образује се репликациона виљушка (има облик слова Y). Код прокариота у сваком тренутку репликације постоје две репликационе виљушке: једна се креће у смеру казаљке на сату, а друга у супротном смеру. 
Репликација ДНК у еукариотама, чија је ДНК линеарна, започиње истовремено на много места дуж хромозома и тече истовремено. На тај начин репликација укупне хромозомске ДНК се у еукариотским ћелијама завршава за неколико сати, иако је брзина уграђивања нуклеотида знатно спорија него код прокариота.

## Ензими репликације
Иако је принцип репликације веома једноставан, у ћелији је то сложен процес у коме учествује 20-ак ензима и других протеина, од којих су најважнији:
- хеликазе,
- нуклеазе,
- ДНК полимеразе,
- лигазе и
- примаза.

Хеликазе су ензими који „ходају“ по ДНК раскидајући водоничне везе између ланаца ДНК у 5’->3’ смеру. 
Нуклеазе су ензими који раскидају фосфодиестарске везе, при чему се разликују оне које делују на крајевима ланаца (егзонуклеазе) и оне које делују на везе унутар ланца (ендонуклеазе). 
ДНК полимеразе су ензими који имају кључну улогу у репликацији. Оне у 5’-> 3’ смеру повезују нуклеотиде новог ланца фосфодиестарским везама, пошто су се они поставили комплементарно (А-Т, Ц-Г) нуклеотидима старог (родитељског) ланца. ДНК полимераза (код прокариота је ДНК полимераза III, а код еукариота је ДНК полимераза делта) има још једну улогу: у супротном смеру, 3’-> 5’, она раскида фосфодиестарске везе између погрешно везаних нуклеотида новог ланца. Уколико ДНК полимераза наиђе на погрешно спарен нуклеотид, она употреби своју егзонуклеазну активност у смеру 3’-> 5’ и раскине везу тог нуклеотида са ланцем. Та њена егзонуклеазна активност омогућава исправљање грешака, које током репликације настану што доприноси томе да је репликација изузетно тачан процес. 
Лигазе делују супротно нуклеазама – оне делове новог ланца повезују у целину образујући између тих делова фосфодиестарске везе. 
Примаза међусобно повезује нуклеотиде РНК у кратке ланце да би тиме омогућила дејство ДНК полимеразе.
Дволанчана завојница ДНК је врло стабилна структура, тако да су ћелији неопходни механизми који ће омогућити раздвајање ланаца и формирање репликативне виљушке. У овим механизмима учествују хеликазе и још неки протеини.

## Механизам репликације
Ендонуклеаза засеца само један ланац ДНК чиме почиње њено расплитање. Хеликазе раскидају водоничне везе између ланаца чиме се ланци раздвајају и образују се репликативне виљушке. Пошто се репликација одвија бидирекционо, на сваком месту где она почиње образују се две репликативне виљушке које се крећу у супротним смеровима. Свака репликациона виљушка је асиметрична јер су ланци антипаралелни, а истовремено се наспрам оба синтетишу нови ланци у 5’ ка 3’ смеру. Ланац ДНК који се синтетише у смеру кретања репликативне виљушке назива се водећи ланац, а онај који се синтетише у супротном смеру је ланац који заостаје. Водећи ланац се синтетише као целовит док се овај други синтетише у виду делова који се називају Оказакијеви фрагменти. Синтезу оба ланца обавља ДНК полимераза тек пошто се веже за родитељски ланац који служи као матрица. Овај ензим не може да се веже за огољени ланац-матрицу већ захтева постојање зачетника (прајмера; енгл. пример). Зачетник је кратки ланац РНК и његову синтезу катализује ензим примаза. Када се кратки ланац РНК комплементарно спари (хибридизује) са почетком ланца матрице то омогућује везивање ДНК полимеразе и почиње синтеза новог ланца. За синтезу ланца који заостаје потребно је да се синтетише већи број зачетника. Оказакијеве фрагменте, по завршетку синтезе, међусобно повезује ензим лигаза.

## Водећи ланац
Ланци ДНК су антипаралелни. На ланцу чији је смер 3`-5` се синтетише ланац у 5`-3` смеру и овај ланац се синтетише континуирано, те се и назива 'водећи ланаћ.